# Herophila beieri
Herophila beieri är en skalbaggsart som först beskrevs av Stefan von Breuning 1942.  Herophila beieri ingår i släktet Herophila och familjen långhorningar. Inga underarter finns listade i Catalogue of Life.